# Індонезійське метеорологічне, кліматологічне і геофізичне агентство
Індонезійське метеорологічне, кліматологічне і геофізичне агентство (інд. Badan Meteorologi, Klimatologi, dan Geofisika, BMKG) — індонезійське урядове агентство, метою якого є проведення метеорологічних, кліматологічних і геофізичних досліджень. Агентство було створене у 1841 році, набуло офіційного статусу 1866 року у Голландський Іст-Індії та отримало сучасну назву 6 вересня 2008 року.
З 1986 року важливим підроздолом отганізації є центр попередження про тропічні циклони в Джакарті (англ. TCWC Jakarta), хоча з 1998 по 2008 роки, на період підготовки персоналу, функції центру темчасово виконувало австралійське Бюро метеорології.

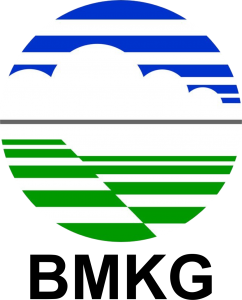
Логотип BMKG

## Ресурси Інтернету
- Офіційна сторінка [Архівовано 17 травня 2022 у Wayback Machine.] (індонезійською)

| Погода | Це незавершена стаття з метеорології. Ви можете допомогти проєкту, виправивши або дописавши її. |